# Gitte Hænning
Gitte Hænning-Johansson (Aarhus, 29 giugno 1946) è una cantante e attrice danese, che lavora principalmente in Germania.
Figlia d'arte (suo padre era il bandleader e compositore Otto Hænning , assieme al quale ha iniziato la propria carriera), ha al suo attivo una trentina di album e una settantina di singoli  e si è aggiudicata per cinque volte il diapason d'oro. Tra i suoi brani di maggiore successo, figurano Jeg vil giftes mer farmand (versione danese della canzone tedesca Ich heirate Papi) e Ich will 'nen Cowboy als Mann.
È apparsa inoltre in vari film tedeschi e danesi e in oltre 120 programmi televisivi tra Scandinavia, Germania, Belgio, Paesi Bassi e Regno Unito.

## Biografia

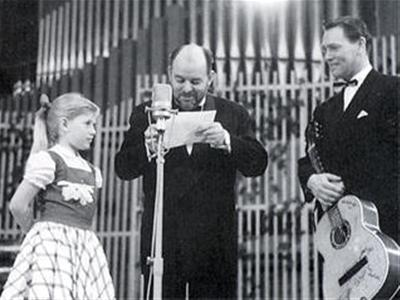
Gitte Hænning da bambina assieme al padre Otto nel 1957

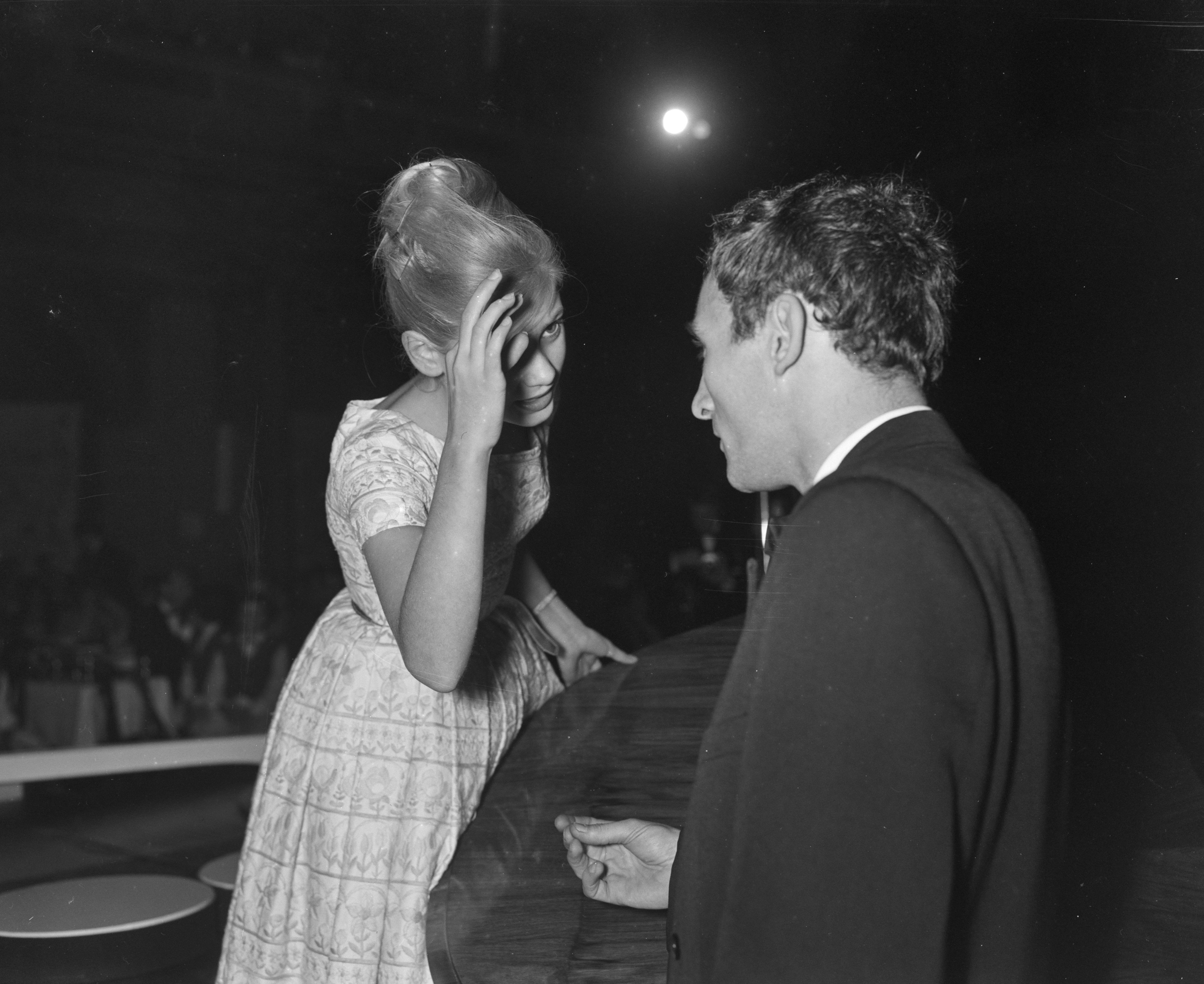
Gitte Hænning nel 1960

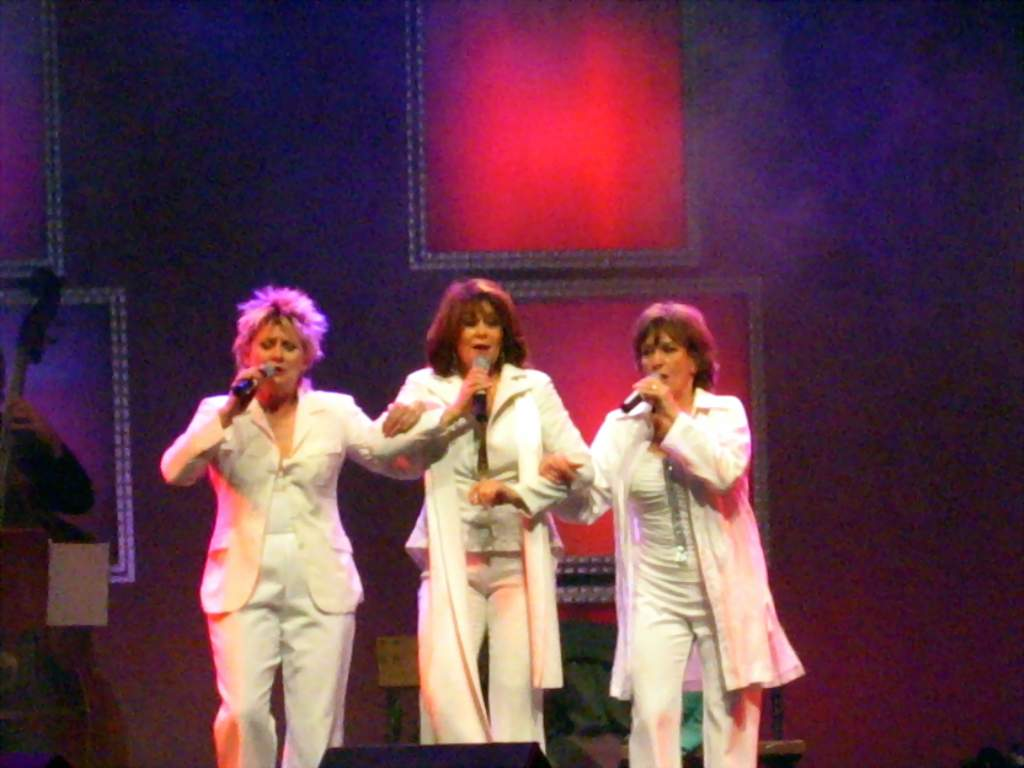
Gitte Hænning a Francoforte nel 2005

Gitte Hænning-Johansson nasce ad Aarhus il 29 giugno 1946.
Inizia ad esibirsi come cantante in televisione a soli 8 anni assieme al padre ed a 12 anni è già una star in tutta la Scandinavia.
Nel frattempo, nel 1956, fa il suo debutto al cinema interpretando il ruolo della piccola Gitte nel film danese Den kloge mand.
Nel 1963 tenta di rappresentare la Danimarca all'Eurovision Song Contest, classificandosi al quarto posto delle selezioni.
Nello stesso anno, vince i Deutsche Schlager-Festspiele di Baden-Baden con il brano Ich will 'nen Cowboy als Mann. Il brano costituisce anche un successo discografico, raggiungendo il primo posto della classifica dei singoli più venduti in Germania e rimanendo in classifica per 21 settimane. Deutschen Schlager-Festspiele
Nel 1967 compare nel film Den røde kappe, diretto da Gabriel Axel.
Nel 1973 rappresenta la Germania all'Eurovision Song Contest interpretando il brano Junger Tag, che si classifica all'ottavo posto.
L'anno seguente sposa il suo manager Jo Geistler, dal quale si separerà soltanto due anni dopo.
All'inizio degli anni ottanta inizia una collaborazione con il produttore Peter Kirsten e con il paroliere Michael Kunze e torna al successo interpretando una cover del brano composto da Andrew Lloyd Webber e Don Black Take That Look Off Your Face.
Nel 1981 si aggiudica uno dei premi di categoria del Diapason d'oro, premio istituito proprio in quell'anno.
Nel 1990 fa il proprio debutto a Berlino nel musical Shakespeare und Rock'n'Roll.
Dal 2001 al 2003 effettua una tournée in tutta la Germania.
Nel 2012 partecipa al programma di RTL Television Let's Dance, ma è costretta ad abbandonare lo show a causa della morte, causata dal cancro, della sorella Jette.

## Discografia parziale

### Album
- Gitte Hænning (1963)
- Jeder Boy ist anders - Eine Boy-Party mit Gitte (1967)
- Stop die Boys - Gitte sagt es mit Musik (1968)
- Favoritter (1969)
- My Kind of World (1969)
- Gitte Hænning (1973)
- Was wär' ich ohne dich (1976)
- Regenbogen (1977)
- Bleib noch bis zum Sonntag! (1980)
- Sig set på en søndag (1982)
- Ungeschminkt (1982)
- Berührungen (1983)
- Live - Mit Lampenfieber auf Tournee (1984)
- Jetzt erst recht (1987)
- Liebster (1983)
- My Favorite Songs (1998)

## Filmografia parziale

### Cinema
- Den kloge mand (1956)
- Han, Hun, Dirch og Dario (1962)
- Jetzt dreht die Welt sich nur um dich (1964)
- Liebesgrüße aus Tirol (1964)
- ...und sowas muß um 8 ins Bett (1965)
- Den røde kappe, regia di Gabriel Axel (1967)
- Baltic Storm (2003)

### Televisione
- Nina, Nora, Nalle - miniserie TV (1961)
- Midsommerdrøm i fattighuset - film TV (1962)
- Rendezvous mit Jo - film TV (1965)
- Adieu 65: Hello 66 - film TV (1965)
- Tatort - serie TV, 1 episodio (1971)
- Träume kann man nicht verbieten - film TV (1979)
- Zirkus um Zauberflöte - film TV (1999)
- Nachtcafé - serie TV, 1 episodio (2011)
- Kölner Lichter - film TV (2014)

## Premi (lista parziale)
- 1981: Diapason d'oro
- 1984: Goldene Kamera come star della musica internazionale
- 1984: Premio Bambi come star televisiva femminile